# Centre de formation du Stade Malherbe Caen
Le centre de formation du Stade Malherbe Caen est un centre de formation de football, créé en 1989.
Il a pour but de former les jeunes joueurs du SM Caen, club de football professionnel situé a Caen en Normandie, en leur fournissant une structure d'hébergement, un accompagnement scolaire et un programme de formation sportive.

## Historique
À la fin des années 1980, le club accède à la première division et s'appuie notamment sur des joueurs passés par les sections de jeunes, comme Fabrice Divert ou Franck Dumas, qui termine sa formation au Racing CP avant de revenir jouer à Caen. Le besoin d'une structure destinée à la formation des jeunes joueurs se fait sentir et une structure est mise en place en 1989, dirigée jusqu'en 1991 par l'ancien joueur Bobby Brown. Il est ensuite remplacé par Pascal Théault, qui développe l'activité du centre jusqu'en 1997. Devenu l’entraîneur de l’équipe première, Théault fait largement appel aux jeunes du centre, et les dirigeants décident de mettre l’accent sur son développement.
D'abord situé dans un bâtiment attenant au stade de Venoix, il est installé en 2007 dans de nouveaux locaux, dans un bâtiment de 2 000 m2 partagé avec le siège du club et dont le coût des travaux s’est élevé à 2,8 millions d’euros. Le centre, qui bénéficie d’un budget de fonctionnement de 3,7 millions d’euros en 2007-2008, peut alors accueillir 48 jeunes de 12 à 18 ans.

## Classement
Le centre est classé en catégorie 1 en 2016. En 2022-2023, bien que l'équipe première évolue en Ligue 2, le centre reste classé « 1A », la 2e meilleure catégorie en France après la catégorie « Prestige ».